# Les Carrefours de la ville
Pour plus de détails, voir Fiche technique et Distribution.
Les Carrefours de la ville (City Streets) est un film américain réalisé par Rouben Mamoulian, sorti en 1931.

## Synopsis
Nan, dont le jovial mais inquiétant beau-père, Pop Cooley, fait partie du gang de la bière dirigé par Big Fellow Maskal, est amoureuse du Kid, un modeste employé d'un tir forain. Elle voudrait le convaincre d'entrer dans le gang. Il s'y refuse. Big Fellow essaie en vain de séduire la compagne d'un de ses lieutenants, Blackie. Il trouve plus expéditif de supprimer Blackie et en confie le soin à Pop Cooley. Des soupçons de complicité retombent sur Nan, qui est condamnée à une peine de prison. Cooley persuade le Kid qu'il pourra financer les frais d'avocat de Nan s'il accepte de mettre ses dons de tireur hors pair au service du gang. Le Kid prend goût à ses nouvelles fonctions...

## Fiche technique
- Titre : Les Carrefours de la ville
- Titre original : City Streets
- Réalisation : Rouben Mamoulian
- Scénario : Oliver H. P. Garrett, d'après une histoire de Dashiell Hammett
- Adaptation : Max Marcin
- Producteur : E. Lloyd Sheldon
- Société de production : Paramount Pictures
- Musique : Karl Hajos et Vee Lawnhurst	(non crédités)
- Photographie : Lee Garmes
- Montage : William Shea (non crédité)
- Pays d'origine : États-Unis
- Langue : anglais
- Format : Noir et blanc - Mono
- Genre : Film noir, drame et romance
- Durée : 83 minutes
- Date de sortie :
  - États-Unis : 18 avril 1931

## Distribution
- Gary Cooper : Le Kid un forain qui, pour les beaux yeux de Nan, rejoint le gang de la bière
- Sylvia Sidney : Nan Cooley - la belle fille du chef du gang de la bière
- Paul Lukas : Big Fellow Maskal - le chef du gang de la bière, le beau-père de Nan
- William 'Stage' Boyd : McCoy
- Wynne Gibson : Agnes dite Aggie, la petite amie de Blackie
- Guy Kibbee : Pop Cooley, le père racketteur de Nan
- Stanley Fields : Blackie - le chef d'un gang de trafiquants d'alcool
- Betty Sinclair : Pansy
- Robert Homans : L'inspecteur de police
- Barbara Leonard : Esther March

Et, parmi les petits rôles non crédités :
- Norman Foster : un client de la galerie de tir
- Paulette Goddard : une cliente de la boîte de nuit
- George Regas : l'homme à la mitraillette
- Bill Elliott : un client de la boîte de nuit
- Edward J. Le Saint : un client du stand de tir
- Terry Carroll : une détenue de la prison
- Bert Hanlon : Baldy
- Willard Robertson : un détective
- Leo Willis : un homme de main